# Vercetti Regular
Vercetti Regular, ook bekend als Vercetti, is een gratis schreefloos lettertype (freeware). Het kan worden gebruikt voor commerciële en persoonlijke projecten. Het werd beschikbaar gesteld in 2022 onder de licentie Licence Amicale, die mensen in staat stelt om de lettertypebestanden te delen met vrienden en collega's.
Vercetti Regular (IFA /vərˈʧɛti ˈrɛɡjʊlər/) werd geïnspireerd door humanistische en geometrische ontwerpelementen. Bij het maken van Vercetti gebruikten de ontwerpers principes van een eerder open source lettertype genaamd MgOpen Moderna.
Het lettertype heeft 326 tekens, inclusief cijfers, symbolen, leestekens, diakritische tekens, ligaturen en accenten. Dit betekent dat het kan worden gebruikt voor alle talen in Europa die het Latijnse alfabet gebruiken. Beschikbaar om te downloaden in de volgende bestandsformaaten: OTF, TTF, WOFF, WOFF2.